# Stenus edax
Stenus edax är en skalbaggsart som beskrevs av Notman. Stenus edax ingår i släktet Stenus och familjen kortvingar. Inga underarter finns listade i Catalogue of Life.